# 董念台
董念台（1950年—），籍貫甘肅蘭州，台灣黑道人物，自稱「黑道狀元」，以討債維生，曾任受刑人再生協會理事長，現任再生受刑人服務中心社長。

## 生平
董念台曾因《中華民國刑法》詐欺罪等罪入獄多次。1989年，董念台在士林地方法院以「維護司法的最後尊嚴」為理由，指責旁聽的藝術家許曉丹衣服穿太少。
2000年7月，時任受刑人再生協會理事長的董念台與愛滋病患中途之家負責人祁家威簽訂合約，董念台經營的討債公司將提供六個催討專員職務給愛滋病病患，並捐出新臺幣五萬元作為愛滋病患者救助基金。董念台表示，可藉著愛滋病患帶來債務人的精神壓力達到催討目的，同時提供愛滋病患者就業管道。祁家威表示，目前有很多雇主對愛滋病患「敬而遠之」，因此他樂見董念台的討債公司提供愛滋病患就業機會，讓愛滋病患走到陽光之下。
2001年12月11日，董念台在二十四輛凱迪拉克豪華禮車前導下前赴總統府，公開向中華民國副總統呂秀蓮求婚但失敗。
2013年，洪仲丘事件，董念台控告洪仲丘之姐洪慈庸與公民1985行動聯盟涉利用群眾逼迫政府修法，違反《組織犯罪防制條例》；以及控告承審洪仲丘案的桃園地方法院法官涉嫌瀆職、圖利原告，「就像是原告指揮報案，被告沒有人權」。
2014年，前總統陳水扁保外就醫時，他率眾至法務部抗議，要求所有的受刑人都享有相同的福利，否則發動囚犯鬧房。他認為陳水扁裝病，告發為陳水扁鑑定的15名醫師偽造病歷。2015年高雄監獄挾持事件後，他贊成6名受刑人的行為，打算策劃下一波監獄暴動。
2014，董念台偕同律師至警局報案，表示自己遭黑道恐嚇。據了解，董念台在新北市汐止區有1店面、具有1/4股權，但近來他疑似遭到本省掛黑道騷擾恐嚇，疑似遭到道上兄弟「洗面」。
2018年5月，68歲董念台與35歲的金融業務員黃逸珊登記結婚，並於6月舉辦婚禮。

## 著作
- 《黑道狀元董念台》，上登圖書
- 《壞到剛剛好》，大都會文化